# Avenue Houdaille
L'avenue Houdaille est une voie d'Abidjan en Côte d'Ivoire.

## Situation et accès
Elle est située dans le quartier du Plateau.

## Origine du nom
Elle rend honneur à Charles François Maurice Houdaille.

## Bâtiments remarquables et lieux de mémoire
On peut y noter la présence de l'Immeuble Verdier, construit en 1976, haut de vingt-deux étages.